# Valašské Příkazy
Valašské Příkazy (jusqu'en 1925 : Příkazy ; en allemand : Walachisch Prikas, précédemment : Przikas) est une commune du district et de la région de Zlín, en Tchéquie. Sa population s'élevait à 307 habitants en 2020.

## Géographie
Valašské Příkazy se trouve à 20 km au sud-sud-est de Vsetín, à 30 km à l'est-sud-est de Zlín et à 280 km à l'est-sud-est de Prague.
La commune est limitée par Horní Lideč au nord, par Študlov à l'est, par Nedašova Lhota au sud et par Poteč à l'ouest.

## Histoire
La première mention écrite du village date de 1511.
Au début de l'année 2021, la commune a été transférée du district de Vsetín au district de Zlín.